# Großsteingrab Bossee

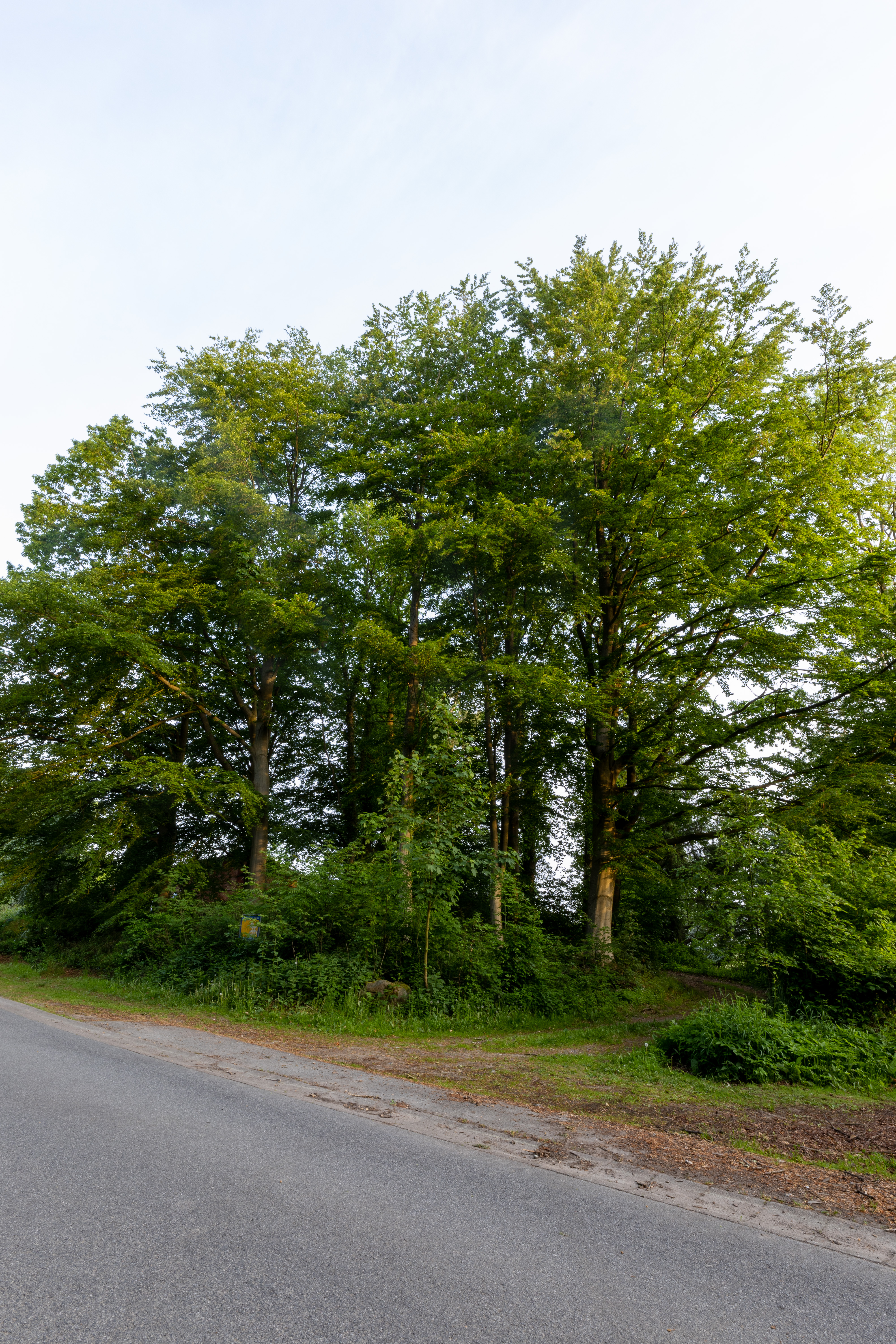
Der Margaretenberg

Das Großsteingrab Bossee (auch Margaretenberg genannt) ist eine megalithische Grabanlage der jungsteinzeitlichen Trichterbecherkultur in Bossee, einem Ortsteil von Westensee im Kreis Rendsburg-Eckernförde in Schleswig-Holstein. Es trägt die Sprockhoff-Nummer 163.

## Lage
Das Grab befindet sich westlich im Ort, direkt östlich des Hauses Bossee 10. 2,8 km südlich liegen die Großsteingräber bei Deutsch-Nienhof.

## Beschreibung
Die Anlage besitzt eine runde Hügelschüttung mit einem Durchmesser von 15 m und einer erhaltenen Höhe von 1,5 m. Die Grabkammer ist ost-westlich orientiert und hat einen rechteckigen Grundriss. Die Länge beträgt 4,5 m und die Breite 1 m. Es sind noch alle Wandsteine der nördlichen und die beiden östlichsten der südlichen Langseite sowie je ein Abschlussstein an den Schmalseiten erhalten. Es fehlen wahrscheinlich drei Wandsteine an der Südseite sowie sämtliche Decksteine. Der genaue Grabtyp lässt sich nicht sicher bestimmen, die Anzahl der Wandsteine macht aber ein Ganggrab mit einem Zugang an der Südseite wahrscheinlich.